# بروس نوتلي-سميث
بروس نيفيل نوتلي-سميث (بالإنجليزية: Bruce Neville Notley-Smith)‏ (من مواليد 17 يناير 1964)، هو سياسي أسترالي ورئيس بلدية سابق لمدينة راندويك، ونائب سابق في الجمعية التشريعية لنيوساوث ويلز عن الدائرة الانتخابية «كوغي» عن الحزب الليبرالي الأسترالي من 26 مارس 2011 إلى 23 مارس 2019.

## النشأة
نشأ نوتلي-سميث في كوغي حيث التحق بمدرسة كوغي العامة ثم مدرسة راندويك بويز الثانوية وكلية راندويك للتعليم التقني والإضافي. بدأ العمل في الإسعافات الأولية الصناعية وكمسؤول في خدمة الإسعاف في نيوساوث ويلز، قبل إدارة أعمال التنظيف الخاصة به.
خدم جد نوتلي-سميث لأمه ألين بيسلي 42 عامًا مع سكك حديد نيوساوث ويلز وانتُخب في مجلس مدينة غريفيث في عام 1949 ممثلاً لحزب العمال الأسترالي. ينحدر نوتلي-سميث من جون بيسلي وهو عضو الجمعية التشريعية لنيوساوث ويلز عن دائرة أورانج من 1860 إلى 1862.

## الحياة السياسية
دخل نوتلي-سميث السياسة لأول مرة عندما ترشح كمستقل بشكل غير ناجح لمجلس مدينة راندويك في عام 1995. وانتُخب لاحقًا في عام 2000 ممثلاً لإيست وارد في مجلس راندويك. أصبح نوتلي-سميث نائب رئيس البلدية من عام 2004 إلى 2005 ثم بعد ذلك رئيس بلدية مدينة راندويك في عام 2007، وهو المنصب الذي خدم فيه لمدة عامين. استقال من منصب رئيس البلدية في عام 2009 وبدأ العمل في مكتب النائب البرلماني مالكولم تورنبول، بينما ظل المستشار البلدي الليبرالي لمنطقة إيست وارد. أعلن في عام 2008 عن نيته الترشح لمقعد دائرة كوغي في انتخابات ولاية نيوساوث ويلز لعام 2011.
تم انتخاب نوتلي-سميث في انتخابات ولاية نيو ساوث ويلز 2011 وحصل على تأرجح قدره 11.4 نقطة في المقعد الخاص تقليديا بحزب العمال الأسترالي، حيث فاز بنسبة 58.2% من أصوات تفضيل الحزبين. كان المنافس الرئيسي لنوتلي-سميث صاحب المقعد السابق بول بيرس وهو رئيس بلدية سابق لمجلس مدينة ويفرلي والذي شغل مقعده منذ عام 2003. احتفظ نوتلي-سميث بالمقعد في انتخابات ولاية نيوساوث ويلز 2015 وفاز بنسبة 52.9% من أصوات تفضيل الحزبين. خسر نوتلي-سميث بعد انتخابات ولاية نيوساوث ويلز 2019 مقعده لصالح مارجوري أونيل عن حزب العمال بعد تأرجح 4.7% من أصوات تفضيل الحزبين.

## الحياة الشخصية
نوتلي-سميث مثلي الجنس علنا، وقد دخل مع شريكه بول مكورماك في علاقة عاطفية مثلية منذ عام 1990. وأصبح نوتلي-سميث أول نائب مثلي بشكل علني في الجمعية التشريعية لنيو ساوث ويلز، وعمل على شطب السجلات الجنائية للرجال المثليين المدانين بموجب القوانين التجريمية التاريخية.